# Аршак II (опера)
«Арша́к II» — опера на 4 дії Тиграна Чухаджяна, написана у 1868 році. Стала першою вірменською національною оперою, а також першою оперою в історії музичної культури Сходу. Автор лібрето — Товмас Терзян.

## Історія опери
Опера «Аршак II» — перша вірменська національна опера і найбільший твір Чухаджяна. Роботу над оперою композитор завершив у 1868 році в Константинополі. Записка про завершення опери в книзі Терзяна італійською мовою позначила народження вірменської національної опери. Автором двомовного (вірменська, італійська) лібрето є поет і драматург Товмас Терзян, за стилем лібрето належить до лірико-драматичного жанру.

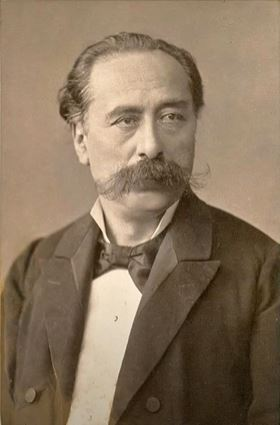
Тигран Чухаджян

Прем'єра першої постановки відбулась 10 березня 1868 року в театрі «Наум», твір виконувався в уривках італійською оперною трупою. Композитор планував поставити оперу повністю наступного 1869 року, проте через несприятливі умови в Османській імперії, а також через відсутність матеріальних ресурсів, здійснити ці плани не вдалось. У 1871 році опера була видана. За життя автора окремі номери з опери звучали в концертному виконанні в Константинополі (під назвою «Олімпія»), Венеції і Парижі. У 1873 році фрагменти з опери були представлені на Всесвітній виставці у Відні.
Монументальна опера «Аршак II» написана в традиціях італійської історико-романтичної опери першої половини XIX століття — Россіні, Белліні і особливо раннього Верді. Втілюючи ліричну ідею лібрето, Чухаджян тонко розкриває також героїчні і драматичні лінії опери. Головні дійові особи ― цар Великої Вірменії Аршак II, цариця Олімпія, княгиня Парандзем, князі Гнел, Тірит та інші. Сюжет з історії Вірменії заснований на відомостях давньовірменських істориків Мовсеса Хоренаці і Фавстоса Бузанда. Дія розгортається у 365—367 роках в Армавірі в епоху складних відносин Великої Вірменії, Персії і Рима. Музично-літературною ідеєю опера відображає прагнення вірменського народу XIX століття до національного і соціального звільнення. За жанром «Аршак II» відноситься до європейської «великої опери» (Grand opera), де використовується великий симфонічний оркестр, хоровий і духовий ансамбль, розгорнуті масові сцени.
Після смерті Чухаджяна його оригінальні рукописи були відправлені до Вірменії у 1920-х роках його вдовою А. Абазян. Вони були виявлені музикознавцем Г. Тиграновим у 1942 році, після чого розпочалось друге життя цього твору. Вперше цілком опера була представлена широкій публіці 29 листопада 1945 року. Для нової постановки лібрето опери було оброблене А. Гулакяном, диригентом виступив М. Таврізян. «Аршак II» був поставлений в Неаполі, Відні та інших містах світу. У 1956 році опера була поставлена в Москві у Большому театрі. У 2001 році «Аршак II» був поставлений у США. У 1988 році опера була екранізована.
Музичний керівник опери Сан-Франциско, музикознавець Кліфорд Кранна писав про оперу «Аршак II»:
Своїми незрівнянними двірськими переворотами, спробами вбивства і любовною ворожнечею опера «Аршак II» пропонує все, що можна очікувати від справжньої драми.
Музичний критик Д. Стівенс, говорячи про оперу, відзначає вплив італійської опери середини XIX століття і звертає увагу на сильну ліричну виразність твору та близькість ідіом з творчістю Верді.

## Сюжет
Цар Аршак II — жорстокий правитель, що вбив свого батька, царя Тирана, і вигнав рідного брата Гнела. Колись Аршак був закоханий у княгиню Парандзем, але коли вона вийшла заміж за його брата, Аршак одружився з царицею Олімпією. Минає час, і Парандзем благає царя Аршака дозволити Гнелу повернутися з вигнання. Лютий і безжальний цар наказує солдатам увести Парандзем. Незважаючи на перешкоди, Гнел таємно повертається і разом з другом Валенсією — командувачем вірменським військом — присягається помститься Аршаку. Валенсія приходить до царського палацу і намагається переконати царицю Олімпію в невірності Аршака і його бажанні одружитися з Парандзем. Валенсія освідчується Олімпії у коханні і пропонує втекти разом з сином. В той самий час Парандзем вбиває свого чоловіка Гнела, потім, через любовну ворожнечу і ненависть, сина і спадкоємця самого Аршака. Тиран Аршак відправляє царицю Олімпію у похмуру в'язницю. Привиди жертв крізь переслідують Аршака і Парандзем. Незабаром католикос Нерсес звільняє Олімпію, щоб відновити її право бути царицею Великої Вірменії. Вона прощає Аршака. Під час святкування у запалі ненависті Парандзем отруює вино і передає келих Олімпії, а частину отрути приймає сама. Насамкінець, у момент їх трагічної загибелі, Парандзем встигає нанести смертельне поранення царю Аршаку.

## Дійові особи
Голові дійові особи опери.
- Аршак II — цар Великої Вірменії;
- Вардан — солдат Аршака;
- Парандзем — принцеса Сюніка, дружина Гнела;
- Гнел — принц Сюніка, брат Аршака;
- Валенсія — принц Сюніка, командувач вірменською армією;
- Олімпія — принцеса Великої Вірменії, дочка Римського імператора;
- Нерсес — католикос Великої Вірменії;
- Полісена;
- привид царя Тирана;
- привид Аршака / сін Олімпії.

## Лібрето

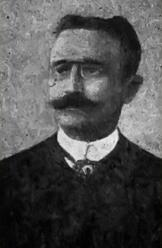
Автор лібрето Товмас Терзян

Опера складається 4 актів.

### Дія 1
Аршак II повертається з війни. Принц Тірит робить спробу вбити царя.

### Дія 2
Солдати Аршака II арештовують принца Тірита.

### Дія 3
Цар Аршак відправляє свою дружину, принцесу Олімпію до в'язниці. Аршак II пробачає зрадників.

### Дія 4
Принц Спандарат намагажться отруїти царя Аршака.